# Takedown
Takedown, även känd som Track Down, är en amerikansk film från 2000 som handlar om datorhackaren Kevin Mitnick.

## Om filmen
Filmen är baserad på boken Takedown som är skriven av John Markoff och Tsutomu Shimomura. Filmen är regisserad av Joe Chappelle och medverkar gör, bland andra, Skeet Ulrich och Russell Wong.
I Kevin Mitnicks The Art of Intrusion påstår Mitnick att både boken och filmen "innehåller stora fel" och blivit överdramatiserad. "Allt är lögner, förbannade lögner" säger han. I filmen använder Mitnick bara en dator av senare Toshibamodell, kanske en Tectra 530. De bärbara datorer som användes av Mitnick på riktigt var en Toshiba Satellite T1960CS och en Toshiba T4400SX. Båda körde Windows 3.1 och var vitfärgade. I filmen ser vi klart och tydligt att endast en grå bärbar dator används.
Mitnick och Shimomura möttes två gånger i filmen, i ett av fallen får Shimomura Kevin att fly från Seattle, men detta möte inträffade aldrig.
Det finns väldigt mycket kritik mot filmen, mestadels därför att inget tycks hänga ihop. Till exempel, Kevin Mitnick jagades inte av flåsande FBI-agenter som lät honom promenera iväg och fly efter att han hade hoppat över ett staket.

## Rollista (urval)
- Skeet Ulrich - Kevin Mitnick
- Russell Wong - Tsutomu Shimomura
- Angela Featherstone - Julia
- Donal Logue - Alex Lowe
- Christopher McDonald - Mitch Gibson